# 十番交通

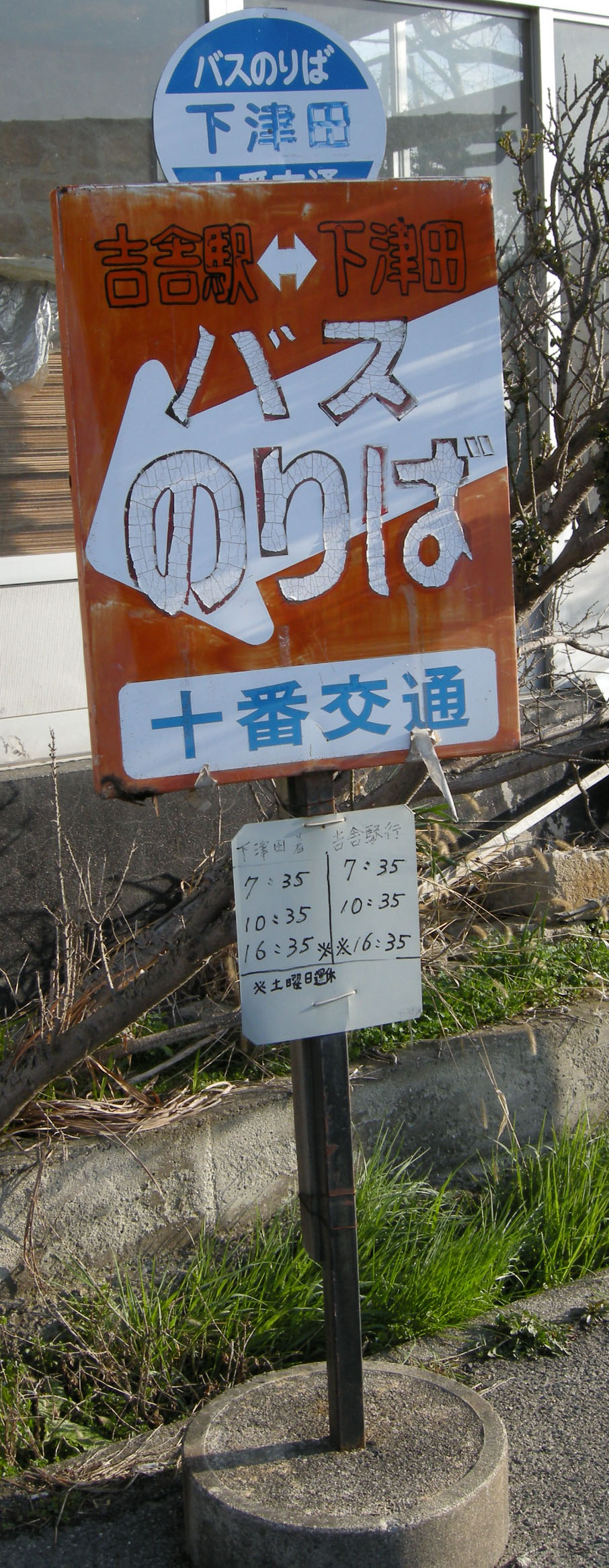
路線バスのバス停

十番交通有限会社（じゅうばんこうつう）は、広島県三次市吉舎町に本社を置くバス・タクシー事業者である。

## 路線バス

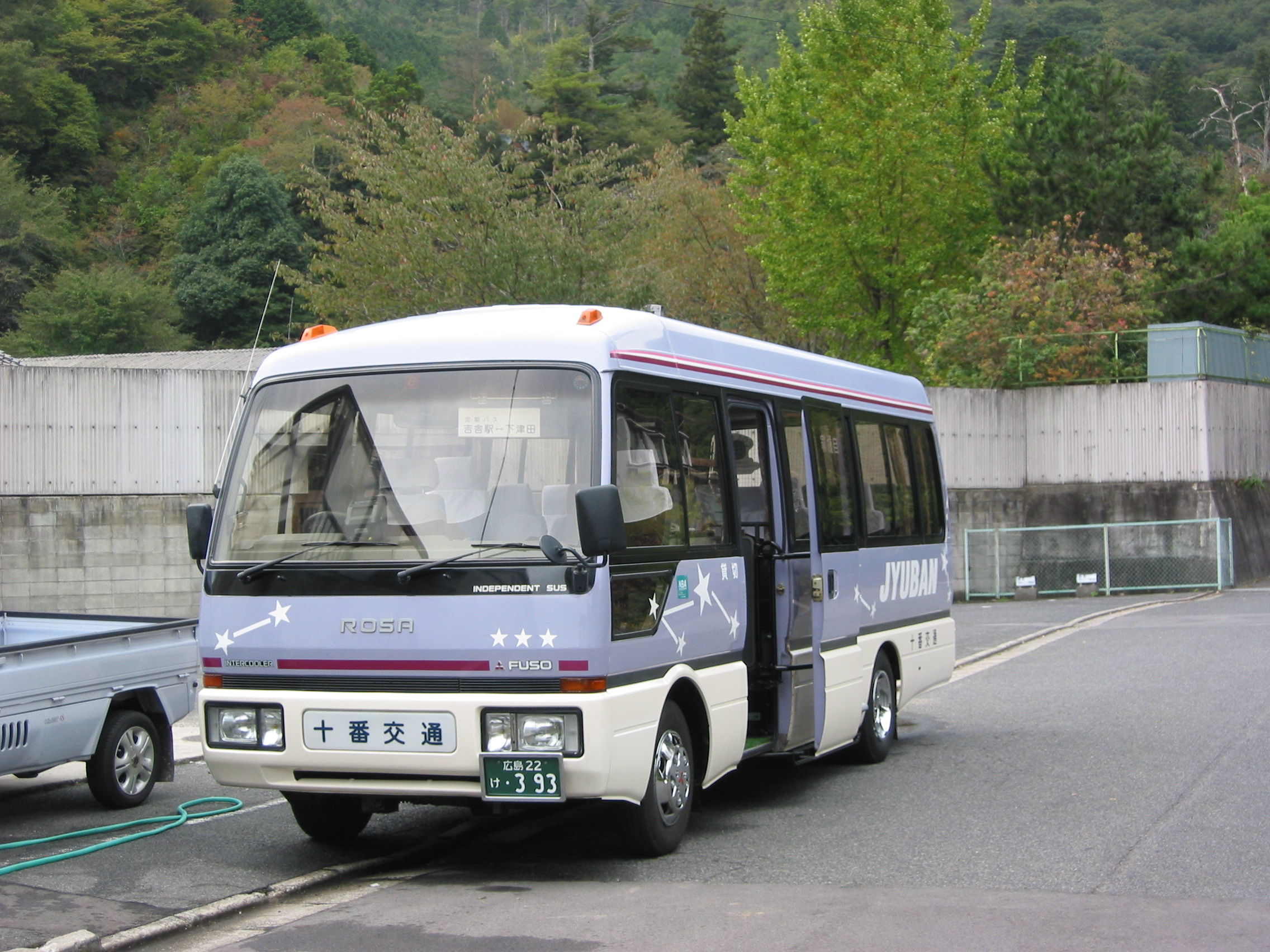
路線バスの車両（2003年）

以下の路線バス（1路線）を運行している。
下津田線
- 吉舎駅 - 下津田
  - 土曜・日曜・祝日は運休[2]。